# Bracon franklinpaniaguai
Bracon franklinpaniaguai (лат.) — вид паразитических наездников рода Bracon из семейства браконид. Эндемик Коста-Рики. Назван в честь вице-министра Franklin Paniagua Alfaro (Ministerio de Recursos Naturales y Energía de Costa Rica, MINAE, Коста-Рика) в знак признания того, что «он взял на себя эту трудную министерскую задачу в правительстве».

## Описание
Длина тела около 4 мм. Основная окраска жёлтая и чёрная. Этот вид можно морфологически отличить от своего ближайшего соседа по BIN-индексу по тому, что мезэпистерна полностью оранжево-желтая, боковые стороны головы оранжево-желтые, а передние и средние голени и бёдра жёлтые по сравнению с полностью чёрным мезэпистернумом, полностью чёрной головой, и чёрным голеням и бёдрам у Bracon alejandromasisi. Выделение вида произведено на основании молекулярного баркодирования последовательности нуклеотидов по цитохром оксидазе COI. Эктопаразитоид гусениц бабочки Fountainea confusa (Nymphalidae), питающейся на Croton billbergianus (Euphorbiaceae).  Вид был впервые описан в 2021 году американским гименоптерологом Michael J. Sharkey (The Hymenoptera Institute, Redlands, США) по типовым материалам из Коста-Рики.